# Стюарт, Эрик
Э́рик Майкл Стю́арт (Eric Michael Stewart; род. 20 января 1945, Дройлсден, Большой Манчестер, Англия) — английский музыкант, один из основателей и лидеров группы 10cc.

## Начало музыкальной карьеры (1960—1968)
Стюарт был приглашён в местную группу Jerry Lee and the Staggerlees, через год сменившую название на The Emperors of Rhythm, и пробыл в её составе два года. В начале 1963 года он находился в клубе «Oasis» в Манчестере в тот вечер, когда Уэйн Фонтана проходил там прослушивание со стороны представителя звукозаписывающей компании. На это прослушивание не явились гитарист и барабанщик Уэйна Фонтаны, и тот попросил Эрика Стюарта и Рика Ротвелла «отсидеть» прослушивание в качестве гитариста и барабанщика соответственно. После короткой репетиции квартет исполнил три известных песни того времени. Уэйн получил предложение о записи на студии с условием, что музыканты, игравшие во время прослушивания, объединятся в группу. Группа Уэйна Фонтаны в то время называлась The Jets, но для новой группы требовалось и новое название. Коллектив решил использовать название только что вышедшего в Великобритании художественного фильма «The Mind Benders» — так возникла группа Wayne Fontana and the Mindbenders. Вначале музыканты играли традиционный ритм-н-блюз, затем в их репертуаре стали появляться собственные композиции. Втроём — Стюарт, Фонтана и басист Боб Лэнг — написали песню «Since You’ve Been Gone», которая появилась на стороне «B» их шестого сингла — «The Game of Love», вышедшей в апреле 1965 года, и стала хитом № 1 в Великобритании и хитом № 2 в США. Стюарт и Фонтана стали также соавторами песни «Long Time Comin'», появившейся в июне 1965 года на стороне «B» другой их сорокапятки — «It’s Just a Little Bit Too Late».
В июле и августе 1965 года группа гастролировала вместе с Herman’s Hermits по США, вызывая дикие сцены, которые Стюарт сравнивал с битломанией. Он вспоминал:

«Отели, в которых мы останавливались, находились под непрестанной охраной службы безопасности, а снаружи вечно ждали сотни девчонок. Они постоянно умыкали мои очки и выдирали клоки волос, что было очень, очень больно».
Оригинальный текст (англ.)The hotels we stayed in were under constant guard by security people and there were always girls waiting outside in their hundreds," he recalled. "They were always yanking off my glasses and pulling out tufts of hair, which was very, very painful.
В конце 1965 года Фонтана отделился от The Mindbenders. В его отсутствие в начале 1966 года их песня «A Groovy Kind Of Love», вокальную партию в которой исполнил Стюарт, стала хитом № 2 в Великобритании. В том же году они вошли в верхнюю двадцатку национального хит-парада с песней «Ashes To Ashes».
К концу существования группы Стюарт, посвящавший всё больше времени сочинению песен, разочаровался в The Mindbenders, осознав, что материал, который они исполняли, уводил их прочь от той музыки, которая принесла им успехи в чартах. Он описывал происходившее так:

«Благодаря тем записям, которые у нас были, все считали нас чем-то вроде балладной группы, но на самом деле мы вовсе такими не были. Думаю, мы были первой тяжёлой группой из трёх исполнителей, но музыка, которую мы играли, была совершенно неприемлема для того сорта людей, что были готовы заказать выступление The Mindbenders».
Оригинальный текст (англ.)Because of the sort of records we'd had, everyone thought of us as a sort of ballads group, but we really weren't like that at all. I think we were probably the first of the three-piece heavy groups – but the sort of music we preferred to play was totally unacceptable to the sort of people who were prepared to book the Mindbenders.
Команду постиг бесславный конец. Стюарт рассказывал:

«На некоторых концертах было просто омерзительно. Однажды нас пригласили выступить в рабочем клубе в Кардиффе, а прибыв на место, мы обнаружили расклеенные снаружи афиши, в которых говорилось, что в этот вечер выступает какой-то валлийский тенор „плюс группа музыкального сопровождения“, что подразумевало нас. Я просто задохнулся от одной мысли, что мы должны выйти на сцену, где не удосужились даже наши имена поместить на афиши».
Оригинальный текст (англ.)There were some pretty horrid gigs. One night we were booked to appear at a working men's club in Cardiff and when we arrived there we found that the posters outside the club said that starring that night was some Welsh tenor 'plus support group' – which meant us. That really choked me, the fact that we'd reached the stage where they didn't even bother to put our names up on the posters.
20 ноября 1968 года после особенно провального выступления в команде возникли трения, и разозлённый Стюарт объявил, что группе The Mindbenders настал конец. «Больше мы не встречались», вспоминал он потом.

## Strawberry Studios и Hotlegs (1968—1972)
Согласно самому Стюарту, благодаря потоку авторских вознаграждений и доходам от публикации его работ в составе The Mindbenders, после распада группы он чувствовал себя достаточно комфортно в финансовом плане. В июле 1968 года Питер Тэттерсолл, бывший организатор гастролей группы Billy J. Kramer and the Dakotas, пригласил его в качестве инвестора в небольшую звукозаписывающую студию Inner City Studios, располагавшуюся над музыкальным магазином в Стокпорте. Стюарт, неоднократно производивший в этой студии запись демоверсий собственных песен, приглашение принял, вложив в неё 800 фунтов стерлингов. Он объяснял своё решение так:

«Я был заражён идеей стать инженером звукозаписи и построить студию, вложив в неё своё видение того, какой она должна быть».
Оригинальный текст (англ.)I was infected with the idea of becoming a recording engineer and building a studio where I could develop my own ideas as to what a studio should be like.
Затем студия переехала в более просторное помещение по адресу Ватерлоо Роуд, 3. Стюарт, помогавший в восстановлении и покрасочных работах, переименовал её в Strawberry Studios в честь своей любимой песни группы Beatles — «Strawberry Fields Forever».
Через несколько месяцев к Тэттерсоллу и Стюарту присоединился ещё один инвестор, автор песен и бывший басист группы The Mindbenders Грэм Гоулдман, который внёс ещё 2000 фунтов стерлингов в предприятие. В середине 1969 года Стюарт и Гоулдман начали работу над проектом, который рок-импресарио и антрепренёр Джорджио Гомельский вёл для своего лейбла Marmalade Records (подразделение Polydor Records). Гомельский находился под сильным впечатлением от песен, написанных Лолом Кримом и Кевином Годли, и он планировал раскрутить этот дуэт. Стюарт был приглашён для исполнения партий лидирующей гитары, а Гоулдман предложил свои услуги в звукозаписывающих сессиях в Strawberry Studios.
В декабре 1969 года американские продюсеры Джерри Казенец и Джефф Кац из Super K Productions наняли студию на три месяца для записи песен в стиле Бабблгам-поп, задействовав таланты Гоулдмана, Стюарта, Крима и Годли. Доход, полученный от этих интенсивных сессий, позволил совладельцам Strawberry Studios докупить оборудование и превратить её в «настоящую студию». Стюарт рассказывал:

«Поначалу они были заинтересованы в песнях, которые писал Грэм, а когда они прослышали, что он ещё и связан со студией, думаю, они решили, что выгоднее всего для них будет нанять его студию и усадить его в ней работать. Но в итоге всё свелось к тому, что мы записали песни Грэма, потом несколько песен Кевина и Лола, и все мы работали вместе».
Оригинальный текст (англ.)To begin with they were interested in Graham's songwriting and when they heard that he was involved in a studio I think they thought the most economical thing for them to do would be to book his studio and then put him to work there – but they ended up recording Graham's songs and then some of Kevin and Lol's songs, and we were all working together.
В июне 1970 года под лейблом Philips Records вышла песня «Neanderthal Man», которую Стюарт, Годли и Крим записали под именем Hotlegs. Сингл стал всемирно известным, достигнув 2-й позиции в британском хит-параде и 22-й в американском. Вслед за синглом последовал альбом «Thinks: School Stinks» (1970), который Стюарт назвал «опередившим своё время». А затем трио выпустило ещё один сингл — «Umbopo» — под именем Doctor Father. Во время работы над альбомом и обеими «сорокапятками» Стюарт выступил в качестве звукорежиссёра, сведя все входящие в них треки.

## 10cc (1972—1995)
В начале 1972 года американский певец Нил Седака начал запись своего альбома Solitaire в Strawberry Studios. Стюарт принимал участие в записи в качестве звукорежиссёра, а Гоулдман, Годли и Крим — как аккомпанирующая группа. Успех этого альбома вдохновил четырёх музыкантов на создание и исполнение собственного музыкального материала. Они записали песню Стюарта и Гоулдмана «Waterfall», и Стюарт отвёз запись в Лондон для демонстрации в Apple Records, где готовился к выходу альбом Седаки. Через несколько месяцев Apple, однако, отвергла песню, сославшись на её слабость в коммерческом отношении.
К тому времени команда записала ещё один трек. На сей раз это была песня Годли и Крима «Donna». Стюарт позвонил антрепренёру и продюсеру Джонатану Кингу, которого знал ещё со времён участия в The Mindbenders, и пригласил его прослушать песню. Кинг был в восхищении от песни — он увидел в ней потенциальный хит и подписал контракт с группой от имени своего лейбла UK Records, дав коллективу название 10cc. Через несколько недель, в августе 1972 года, песня увидела свет и заняла вторую строчку в британском хит-параде.
Первый альбом группы, который так и назывался 10cc, вышел в 1973 году. Совместно с другими членами группы Стюарт участвовал в написании четырёх песен для этого альбома. Наиболее плодотворным оказалось соавторство Стюарта с Гоулдманом: их творческий дуэт создал такие популярные песни, как «Wall Street Shuffle», «I'm Not In Love» и «Art for Art's Sake», а после ухода из команды Годли и Крима в 1976 году, результатом тесного сотрудничества Стюарта и Гоулдмана стали следующие шесть альбомов группы.
После 1983 года наступило затишье. В 1992 году Стюарт, Гоулдман, Годли и Крим ненадолго воссоединились и записали альбом "Meanwhile". В 1995 году пара Стюарт-Гоулдман записала свой последний совместный альбом Mirror Mirror, почти все песни которого, однако, были сочинены и
записаны бывшими партнёрами по отдельности, а песня "Yvonne's the One" была сочинена Стюартом в соавторстве с Полом Маккартни.

## Сольное творчество
За время своей музыкальной карьеры Эрик Стюарт выпустил четыре сольных альбома:
1. Girls (1980)
2. Frooty Rooties (1982)
3. Do Not Bend[англ.] (2003)
4. Viva la Difference[англ.] (2009)[5]